# 織田信定
織田信定（生年不詳－1538年）是日本戰國時代初期武將。織田大和守家（清洲織田氏）家臣。清洲三奉行之一的「織田彈正忠家」當主。尾張國勝幡城城主。通稱三郎、織田霜台。別名信貞。織田信長的祖父。

## 系譜
自稱是藤原氏（一說是忌部氏）後代。家系是越前國織田庄劍神社的祠官的系譜，尾張守護斯波家的被官織田家。信定的家系是尾張下四郡守護代的補任「織田大和守家」的分家和重臣‧清洲三奉行和勝幡城城主。

## 生平
在以清洲城為本據點的織田大和守家當主織田達勝之下擔任奉行，代代都有「彈正忠」的稱號，還有「彈正左衛門尉」的稱號。在永正13年（1516年）安定妙興寺的寺領和末寺的連署狀上以「織田彈正忠信貞」為署名，因此被任名為「清洲三奉行」之一。
中島郡和海西郡擴大勢力，把津島的港口納入手中，在津島建設居館。從這個港口中得到經濟力，對成為戰國大名的織田家的發展建立起基礎。之後於永正年間在勝幡城築城，大永年間把據點從津島的居館移往此城。天文年間把家督讓予嫡男信秀後隱居。此際移至木之下城並把勝幡城讓予信秀。法名是月巌。